# Descomyces javanicus
Descomyces javanicus är en svampart som först beskrevs av Franz Xaver von Höhnel, och fick sitt nu gällande namn av Bougher & Castellano 1993. Descomyces javanicus ingår i släktet Descomyces och familjen spindlingar.   Inga underarter finns listade i Catalogue of Life.